# Montrouziera
Montrouziera es un género de plantas de la familia Clusiaceae, originario de Nueva Caledonia. Como es usual en la familia Clusiaceae, las especies de este género son conocidas por su contenido en  xantonas.
Montrouziera gabriellaei es notable por ser la flor más grande endémica de Nueva Caledonia.

## Taxonomía
El género fue descrito por Planch. & Triana y publicado en Annales des Sciences Naturelles; Botanique, série 4 13: 316. 1860. La especie tipo es: Montrouziera sphaeroidea

## Especies
- Montrouziera cauliflora
- Montrouziera gabriellaei
- Montrouziera sphaeroidea
- etc.